# Максиміліан I
Максиміліа́н I (нім. Maximilian I; 22 березня 1459 — 12 січня 1519) — 31-й імператор Священної Римської імперії (1508—1519). Король Німеччини (1486—1519). Герцог Штирійський, Каринтійський, Крайнський, ерцгерцог Австрійський (з 1493).
Представник німецького дому Габсбургів. Син імператора Фрідріха III і португальської інфанти Леонори, доньки португальського короля Дуарте I. Народився у Вінер-Нойштадті, Внутрішня Австрія. Правив спільно зі своїм батьком від 1483 року. Прийняв імператорський титул без папського визнання, порушивши традицію. Визнаний імператором пост-фактум папою Юлієм II. Провів адміністративну і військову реформу у Священній Римській імперії з метою централізувати управління. Створив підвалини багатонаціональної держави Габсбургів, що контролювала значну частину Європи. Вів війни з Францією за Бургундію (1477—1482), Бретань (1488—1491) та Італію (з 1494).
Уклав династичний союз із Угорщиною (1515), титулярний король Угорщини, Далмації, Хорватії, король Галичини та Володимирії, тощо.
Був патроном мистецтв, наук і гуманістів. За його правління розпочалася Реформація в Німеччині (1517). Одружувався тричі, з Марією Бургундською, Анною Бретанською і Б'янкою Сфорца. Батько кастильського короля Філіпа І і Маргарити Австрійської, управительки Нідерландів. Помер у Вельсі, Верхня Австрія. Прізвисько — Оста́нній ли́цар (нім. der letzte Ritter).

## Біографія
Молодість майбутній імператор провів здебільшого в Австрії. У нього склалися не дуже гарні стосунки зі своїм батьком, який за своєю природою був одинаком і дуже похмурою людиною. Вихованням Максиміліана займалася його мати — Леонора Португальська (1434—1467), яка значно вплинула на його світогляд. Максиміліан був дуже прив'язаний до матері і її рання смерть суттєво позначилася на характері молодого Габсбурга.

### Зовнішня політика

#### Франція
Відносини імперії, династії Габсбургів з королівством Франція були досить доброзичливими. Ситуація змінилася після загибелі Карла Сміливого, герцога Бургундії, правителя більшості нідерландських провінцій. У нього залишилася єдина спадкоємиця — донька Марія Бугундська. Відразу розгорнулася боротьба: король Франції Людовик XI Розсудливий з одного боку, імператор Фрідріх, с іншого, домогалися, щоб їх сини стали чоловіками Марії. Перемогла габсбурзька партія — її підтримала аристократія, шляхта, та міста Нідерландів. Таким чином у 1477 році Максиміліан одружився з Марією Бургундською. Але Генеральні штати нідерландських провінцій — Фландрії, Брабанту, Пікардії, Артуа, Зеландії, Голландії, Гельдерна, Лімбурга, Люксембурга, Намюра та Ено — обмежили права Максиміліана на втручання й вплив на їхні справи. Фактично він був принцом-консортом.
Після оприлюднення цього шлюбу розпочалася війна із Францією. Вона точилася на двох напрямкам — у Нідерландах та Бургундії. Союзником Франції були швейцарські кантони. Максиміліан намагався домовитися з Людовиком XI, уклавши компромісну угоду: планувалося укласти шлюб між донькою Максиміліана Маргаритою та сином Людовика Карлом. Посаг Маргарити складався з Пікардії та Артуа.
У 1482 році становище Максиміліана у Нідерландах погіршилося. Внаслідок нещасного випадку загинула Марія Бургундська. Регентська рада взяла владу у Нідерландах у свої руки, відсторонивши Максиміліана від контролю над сином Філіпом. Все це супроводжувалося тиском з боку Людовика XI. На щастя наступного року, 1483, той помер.
Максиміліан намагався приєднати до своїх володінь герцогство Бретань, одружившись з її правителькою Анною. Навіть було укладено шлюб за довіреністю. Але у 1491 році новий король Франції Карл VIII збройно вдерся до Бретані, захопив її. Тут же, у столиці герцогства, Ренні, одружився з Анною Бретонською, приєднавши герцогство до Франції. Протягом 1491—1492 років точилася запекла боротьба між Францією та Максиміліаном. Нарешті у 1493 році укладено мир у Санлісі, за яким Австрія отримала Артуа, Франш-Конте, Шароле, а Франція — Бургундію та Пікардію.

#### Італія
19 серпня 1493 року у Лінці помер Фрідріх III. Максиміліан став одноосібним королем Німеччини. З цього часу він міг вільніше проводити свою політику. Перш за все Максиміліан звернув увагу на Італію, поставивши за мету зміцнення ваги та авторитету імператорської влади в цій країні. Він уклав угоду з одним з сильних володарів півострова — Людовіко Сфорца, який правив Міланом. Згідно з цією угодою Максиміліан одружувався з племінницею Лодовіко Б'янкою Марією та отримував посаг у розмірі 400 тисяч дукатів, а навзаєм визнавав Сфорца герцогом Мілану. У 1495 році за ініціативою Максиміліана створено Священну лігу у складі Німеччини, Іспанії, Мілана, Рима, Венеції. Головною її метою було протистояти Франції, яка розпочала Італійські війни.
По смерті короля Франції Карла VIII Люб'язного (1498) Ліга розпалася. Але вже у 1508 році створюється нова — Камбрейська (Папа Римський, Імперія, Іспанія, Франція) проти зазіхань Венеціанської республіки. Максиміліан вдерся до Італії, захопив Верону, взяв у облогу Падую, тим часом французькі війська розбили основні сили Венеції у битві при Ан'ядело. Після перемоги над Венецією виникла Ліга проти Франції у складі Швейцарії, Іспанії, Імперії, Папи Римського, Мілану. Але в 1512 році Франція перемогла своїх суперників. Тож Максиміліан уклав мир з Венецією.

### Внутрішня політика

#### Угорщина
Водночас загроза з'явилася зі Сходу — з боку Угорщини. Свої права на Австрію, Штирію та Каринтію пред'явив угорський король Матвій Корвін, який у 1485 році зайняв усі ці землі. Імператор навіть не чинив гідного опору, занепав духом, ні про що не думав. В цій ситуації лідером тих, хто не збирався складати зброю, став Максиміліан. За підтримки інших німецьких князів його проголосили в Аахені у 1486 році королем Німеччини. Тож у країни стало два королі — Фрідріх та його син Максиміліан, який не тільки продовжив боротьбу з угорцями, але й розширював володіння — змусив у 1490 році свого родича Сігизмунда відмовитися від Тироля на користь Максиміліана. У цьому ж році помер Матяш Корвін, і Максиміліан повернув усі втрачені землі.

#### Нова німецька політика

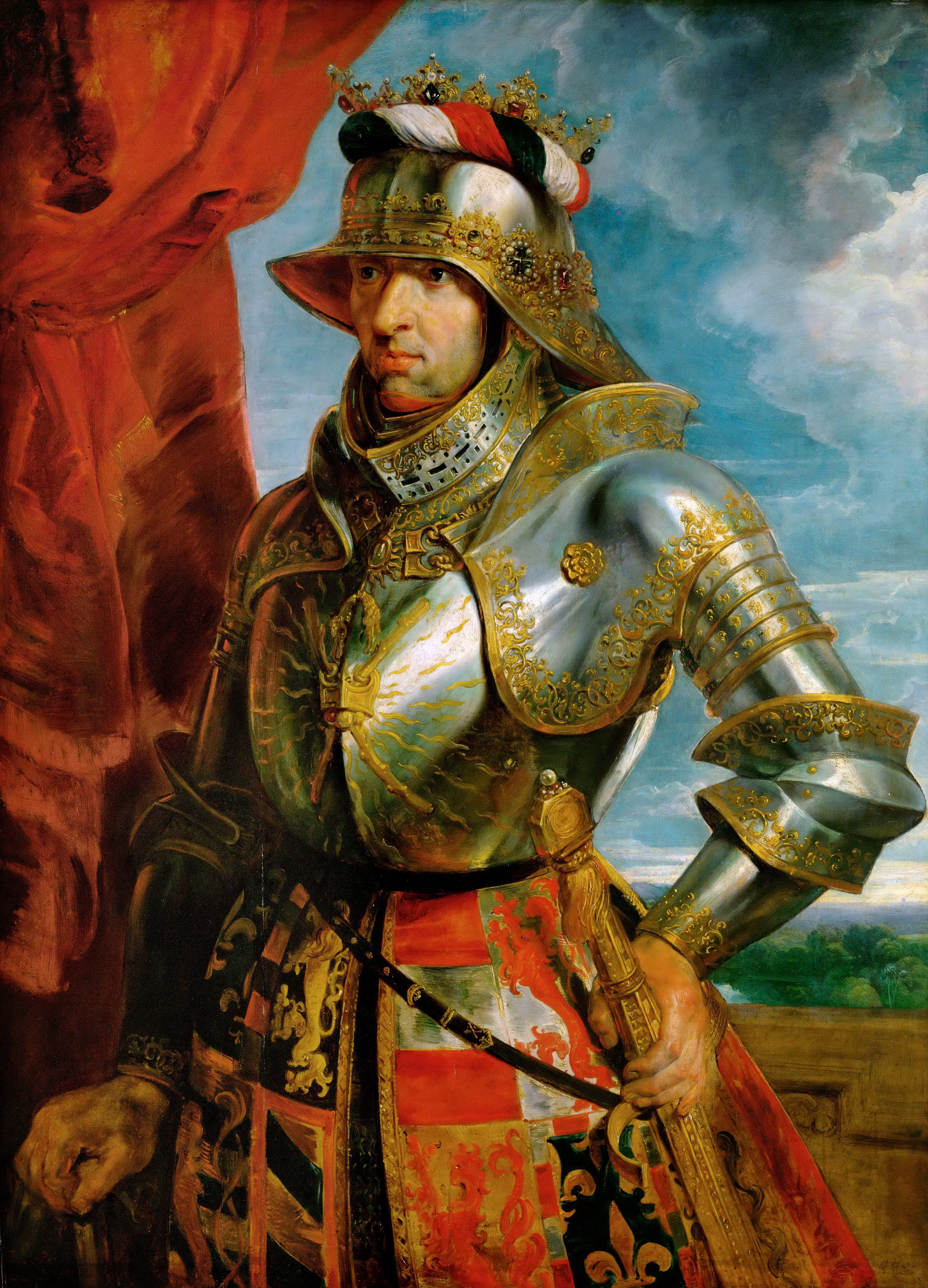
Максиміліан I у обладунках ландскнехта

Водночас у Німеччині Максиміліан створює нову армію, за сучаними на той час принципами. Вона складалася з найманих вояків — ландскнехтів, озброєних переважно довгими піками. Вже в 1499 року він розпочинає війну проти Швейцарської конфедерації, яка для Максиміліана скінчилася невдало — за Базельською угодою Максиміліан вимушений був визнати незалежність швейцарців.
В цей же момент Максиміліан намагається реформувати королівську та імператорську владу. У Вормсі відбувається рейхстаг, на якому приймаються рішення про імперську реформу, яка включала:
- реформування держави;
- «Вічний мир» (спроби запобігти всім конфліктам, принаймні на території Німеччини);
- впровадження «суспільного пфенніга»;
- створення імперського суду;
- постійної імперської державної ради.

Але все це не вдовольнило ні Максиміліана, ні німецьких князів. Вже у 1500 році на рейхстазі у Аугсбурзі вони фактично позбавили Максиміліана влади, залишивши йому тільки титул короля Німеччини. Владу перебрав імперський уряд на чолі із майнцьким архієпископом Бертольдом фон Хеннебергом.
Однак, у 1504 році Максиміліан зміг втрутитися у справи князів. Розпочалася війна між курфюрством Пфальц та Баварським герцогством за Нижню Баварію. Максиміліан у битві при Регенсбурзі розбив війська Пфальца, а у 1505 році укладено мир: Нижня Баварія відійшла до герцога Баварії, а Максиміліан отримав фортеці Куфштайн, Раттенберг та Кітцбюель.
За всіма цими справами Максиміліан не забував ще про одну — отримати від Папи Римського титул імператора Священної Римської імперії. Він навіть у 1507 році планував похід на Рим. Зважаючи на невтішні перемовини з папською курією, Максиміліан сам оголосив себе у 1508 році імператором.

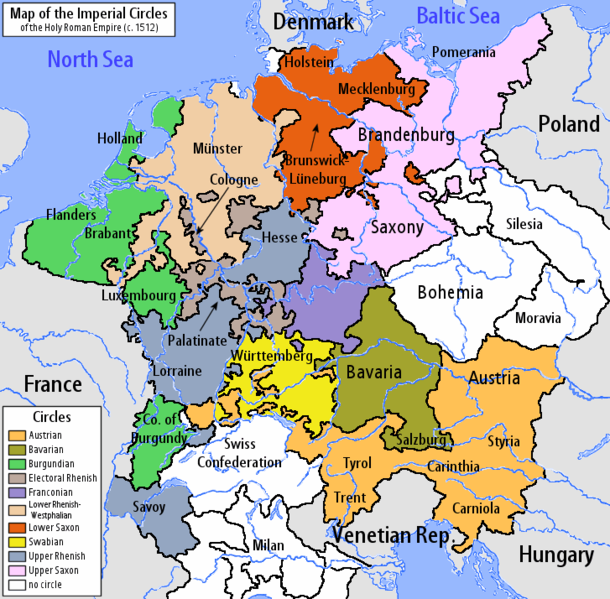
Імперські округи. 1512 рік

1511 року захопив та приєднав до імперії Зонненберзьке графство. У 1512 році на рейхстазі у Кельні створено 10 імперських округів: Бургундський, Австрійський, Верхньосаксонський, Баварський, Франкський, Швабський, Верхньорейнський, Нижньорейнсько-Вестфальський, Нижньосаксонський. Не увійшли до системи округів: Богемія, Моравія, Лужиця, землі імперських лицарів. Метою цього були спроби ефективніше керувати німецькою частиною Імперії та посилити владу імператора.

### Останні роки
Максимілан продовжував проводити політику приєднання земель та налагодження стосунків із Францією. Для цього у 1515 році укладено угоду між Габсбургами та Ягеллонами, згідно з якою онук Максиміліана Фердинанд брав за дружину доньку короля Богемії та Угорщини Владислава Ягеллона — Анну. У 1516 році у Брюсселі укладено угоди з Францією.
1517 року Максиміліан готував похід проти Османської імперії, але німецькі князі відмовилися підтримати його ідею.
12 січня 1519 року імператор Максиміліан I помер у Велсі (Верхня Австрія).

## Родина
1 дружина: Марія Бургундська (1457—1482)
Діти:
- Філіп IV (герцог Бургундії) (1478—1506)
- Маргарита I (штатгальтер Нідерландів) (1480—1430)
- Франциск (1481)
- Незавершена вагітність (1482)

2 дружина: Анна I (герцогиня Бретані) (1477—1514)
3 дружина: Б'янка Марія Сфорца (1472—1510)
Десять бастардів.